# Liga Nacional de Fútbol de Fiyi 2020
La Liga Nacional de Fútbol de Fiyi 2020 fue la edición número 44 de la Liga Nacional de Fútbol de Fiyi. La temporada comenzó el 31 de enero y culminó el 7 de noviembre. El Suva FC se consagró campeón de la temporada llevando así la 4.ª liga de la historia.

## Formato
Los ocho equipos participantes jugarán entre sí todos contra todos totalizando 14 partidos cada equipo; al término los primeros dos se clasificarán a la Liga de Campeones de la OFC 2021, mientras que el último de la clasificación descenderá a la Segunda División de Fiyi 2021.

## Equipos participantes
| Pos.   | Equipo     | Ciudad  | Estadio             | Capacidad |
| ------ | ---------- | ------- | ------------------- | --------- |
| 1      | Ba FC      | Ba      | Govind Park         | 13500     |
| 2      | Lautoka FC | Lautoka | Churchill Park      | 18000     |
| 3      | Suva FC    | Suva    | National Stadium    | 10000     |
| 4      | Labasa FC  | Labasa  | Subrail Park        | 10000     |
| 5      | Nadi FC    | Nadi    | Prince Charles Park | 18000     |
| 6      | Nasinu FC  | Nasinu  | Nasinu Park         | 1000      |
| 7      | Rewa FC    | Rewa    | Ratu Cakobau Park   | 12000     |
| 1 (SD) | Navua FC   | Navua   | Thomson Park        | 1000      |

### Ascensos y descensos
| Pos. | Ascendido de la Segunda División 2019 |
| ---- | ------------------------------------- |
| 1    | Navua FC                              |

| Pos. | Descendido de la Liga Nacional 2019 |
| ---- | ----------------------------------- |
| 8    | Tavua FC                            |

## Tabla de posiciones
Actualizado el 7 de noviembre de 2020.
| Pos. | Equipo      | PJ | PG | PE | PP | GF | GC | DG  | Pts. | Clasificado a                    |
| ---- | ----------- | -- | -- | -- | -- | -- | -- | --- | ---- | -------------------------------- |
| 1    | Suva FC (C) | 14 | 7  | 6  | 1  | 24 | 12 | +12 | 27   | Campeón y Liga de Campeones 2021 |
| 2    | Rewa FC     | 14 | 8  | 3  | 3  | 21 | 15 | +6  | 27   | Liga de Campeones 2021           |
| 3    | Ba FC       | 14 | 7  | 2  | 5  | 22 | 19 | +3  | 23   |                                  |
| 4    | Nadi FC     | 14 | 7  | 1  | 6  | 25 | 17 | +8  | 22   |                                  |
| 5    | Labasa FC   | 14 | 7  | 1  | 6  | 17 | 15 | +2  | 22   |                                  |
| 6    | Lautoka FC  | 14 | 4  | 4  | 6  | 25 | 18 | +7  | 16   |                                  |
| 7    | Navua FC    | 14 | 4  | 1  | 9  | 23 | 33 | -10 | 13   |                                  |
| 8    | Nasinu FC   | 14 | 2  | 2  | 10 | 14 | 42 | -28 | 8    | Segunda División de Fiyi 2021    |